# Vụ xả súng lễ Phật Đản ở Huế
Vụ xả súng lễ Phật Đản ở Huế là một vụ xả súng xảy ra vào ngày 8 tháng 5 năm 1963 khiến 8–9 Phật tử không vũ trang tử vong tại Huế, Việt Nam Cộng hòa (Việt Nam ngày nay). Lực lượng quân đội và an ninh của chính phủ Ngô Đình Diệm đã nổ súng và ném lựu đạn vào đám đông Phật tử đang biểu tình phản đối lệnh cấm treo cờ Phật giáo của chính quyền trong ngày lễ Phật Đản. Ngay sau đó, Diệm phủ nhận trách nhiệm của chính phủ trong vụ việc và đổ lỗi cho Mặt trận Dân tộc Giải phóng miền Nam Việt Nam, điều này càng làm gia tăng sự bất mãn của đa số tầng lớp Phật tử.
Sự việc này đã châm ngòi cho một loạt các phong trào phản kháng của Phật tử nhằm chống lại sự phân biệt tôn giáo do chính quyền Diệm theo Công giáo thực hiện; được gọi là Biến cố Phật giáo, dẫn đến làn sóng bất tuân dân sự lan rộng khắp miền Nam Việt Nam. Sau sáu tháng căng thẳng và sự phản đối chế độ ngày càng gia tăng, các tướng lĩnh quân đội – được sự hậu thuẫn của CIA – đã tiến hành một cuộc đảo chính vào ngày 1 tháng 11 năm 1963, Ngô Đình Diệm đã bị bắt giữ và sát hại ngay ngày hôm sau.

## Bối cảnh
Ở một quốc gia ước tính có từ 70 đến 90% là tín đồ Phật giáo, các chính sách của Tổng thống Ngô Đình Diệm đã làm dấy lên nhiều chỉ trích liên quan đến việc thiên vị tôn giáo. Là một tín đồ Công giáo Việt Nam nhiệt thành, ông bị nhiều nhà sử học cho là đã theo đuổi các chính sách thiên vị Công giáo, gây nên những thù địch với giới Phật tử. Cụ thể, chính phủ bị coi là thiên vị người Công giáo trong các hoạt động công, thăng chức trong quân đội, cũng như việc phân bổ đất đai, ưu đãi kinh doanh và miễn giảm thuế. Đại học Huế, trường Đại học duy nhất ở miền Trung lúc bấy giờ, do linh mục Cao Văn Luận làm Viện trưởng, bị xem là nơi truyền bá triết lý tôn giáo của chế độ.
Diệm từng nói với một sĩ quan cấp cao, mà quên mất người này là người theo Phật giáo, "Hãy đưa các sĩ quan Công giáo vào những nơi nhạy cảm. Họ có thể tin cậy được". Nhiều sĩ quan trong Quân đội Việt Nam Cộng hòa đã cải đạo sang Công giáo vì tin rằng điều này sẽ giúp họ có cơ hội thăng tiến trong quân ngũ. Ngoài ra, việc cho phép lực lượng dân vệ sử dụng súng nhằm đẩy lùi quân du kích của Mặt trận Dân tộc Giải phóng miền Nam Việt Nam, cũng chỉ được áp dụng đối với những người Công giáo. Các sĩ quan quân đội là tín đồ Phật giáo, sẽ bị từ chối thăng hàm nếu không chịu cải đạo sang Công giáo. Một số linh mục Công giáo còn có thể xây dựng và điều hành những đội dân quân vũ trang riêng, hay thậm chí, ở một số địa phương còn xảy ra các tình trạng bị buộc phải cải đạo, cướp bóc, pháo kích và phá hủy các chùa chiền. Một số ngôi làng theo đạo Phật đã phải cải đạo hàng loạt để nhận viện trợ hoặc tránh bị chính quyền Diệm cưỡng bức tái định cư. Giáo hội Công giáo đã trở thành chủ đất lớn nhất Việt Nam Cộng hòa, và tình trạng "tư nhân" mà thực dân Pháp áp đặt đối với Phật giáo, yêu cầu phải có sự cho phép chính thức để tiến hành các hoạt động Phật giáo công cộng, vẫn được tiếp tục thực hiện dưới thời Diệm. Đất thuộc sở hữu của Giáo hội Công giáo được miễn các biện pháp cải cách ruộng đất. Người Công giáo trên thực tế cũng được miễn lao động cưỡng chế mà chính phủ bắt buộc mọi công dân phải thực hiện; viện trợ của Hoa Kỳ cũng được phân phối không cân xứng cho các làng đa số theo Công giáo. Dưới thời Ngô Đình Diệm, Giáo hội Công giáo được miễn trừ đặc biệt trong việc mua lại tài sản. Thậm chí, vào năm 1959, Tổng thống Diệm còn gây nên tranh cãi khi tổ chức nghi lễ dâng hiến đất nước cho Đức Trinh nữ Maria. Lá cờ trắng và vàng của Thành Vatican thường xuyên được tung bay tại các sự kiện công cộng lớn tại Việt Nam Cộng hòa. Trong chuyến thăm đến Đài Loan vào năm 1960, Ngô Đình Diệm được cho là đã tâm sự với Tưởng Giới Thạch rằng, "Tôn giáo là một vũ khí hiệu nghiệm". Việt Nam Cộng hòa cũng đã tổ chức nhiều cuộc di cư cho các tín đồ Công giáo từ miền Bắc vào lập nghiệp tại các khu định cư với nhiều ưu đãi. Ước tính từ năm 1954 đến năm 1956 đã có khoảng 800 nghìn người Công giáo, chiếm 2/3 tín đồ Công giáo từ miền Bắc di cư vào miền Nam.

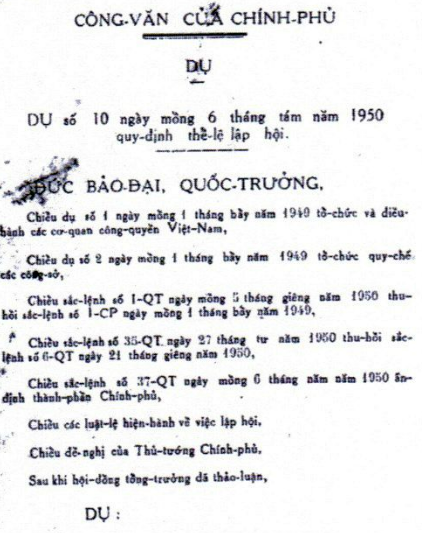
Đạo dụ số 10 của Quốc trưởng Bảo Đại.

Một luật hiếm khi được thực thi do Quốc trưởng Bảo Đại ký từ ngày 6 tháng 8 năm 1950 được gọi là Dụ số 10 đã được viện dẫn vào ngày 7 tháng 5 năm 1963 để cấm treo cờ tôn giáo. Việc này đã khiến cho cờ Phật giáo không được treo lên vào ngày lễ Phật Đản, ngày sinh của Thích-ca Mâu-ni. Phó Tỉnh trưởng phụ trách an ninh, Thiếu tá Đặng Sỹ – một người Công giáo đã được triệu tập chịu trách nhiệm duy trì an ninh công cộng và đồng thời là chỉ huy trưởng tại Huế, là người áp dụng nghị định này. Việc áp dụng nghị định trong bối cảnh bấy giờ đã gây phẫn nộ trong giới Phật tử vào đêm trước lễ hội tôn giáo quan trọng nhất trong năm; đặc biệt, trong bối cảnh một tuần trước đó, các tín đồ Công giáo vừa được phép treo cờ Thành Vatican để kỷ niệm 25 năm ngày bổ nhiệm Phêrô Máctinô Ngô Đình Thục, anh trai của Ngô Đình Diệm làm Tổng giám mục Tổng Giáo phận Huế. Các lễ kỷ niệm đã được chế độ này tài trợ thông qua Ủy ban quốc gia yêu cầu người dân quyên góp tiền. Các Phật tử càng bộc lộ sự tức giận khi buộc phải đưa một tháng lương để chi trả cho lễ kỷ niệm. Tuy nhiên, Diệm vẫn viện dẫn sắc lệnh treo cờ vì khó chịu với việc kỷ niệm Thục. Không chỉ vậy, chính quyền ở Huế đã ra lệnh tháo dỡ hàng ngàn lá cờ Phật giáo được treo trên các ngôi nhà và chùa để chuẩn bị cho lễ Phật Đản. Nguồn gốc của lệnh thi hành nghị định đối với Phật tử Huế là do Thục. Bất chấp sự phản đối của nghị sĩ từ Sài Gòn đến các tỉnh miền Trung, lệnh đã được ban hành sau khi tham khảo ý kiến từ chính quyền Sài Gòn. Các làng mạc ở khu vực miền Trung đã bị cải đạo hàng loạt sang Công giáo, các linh mục được phép tiếp cận đặc biệt với các cơ sở và quỹ của chính phủ. Việc chỉ định Phật giáo là một "hiệp hội" đã ngăn cản tôn giáo này sử dụng đất để xây dựng chùa chiền.

## Biểu tình và xả súng

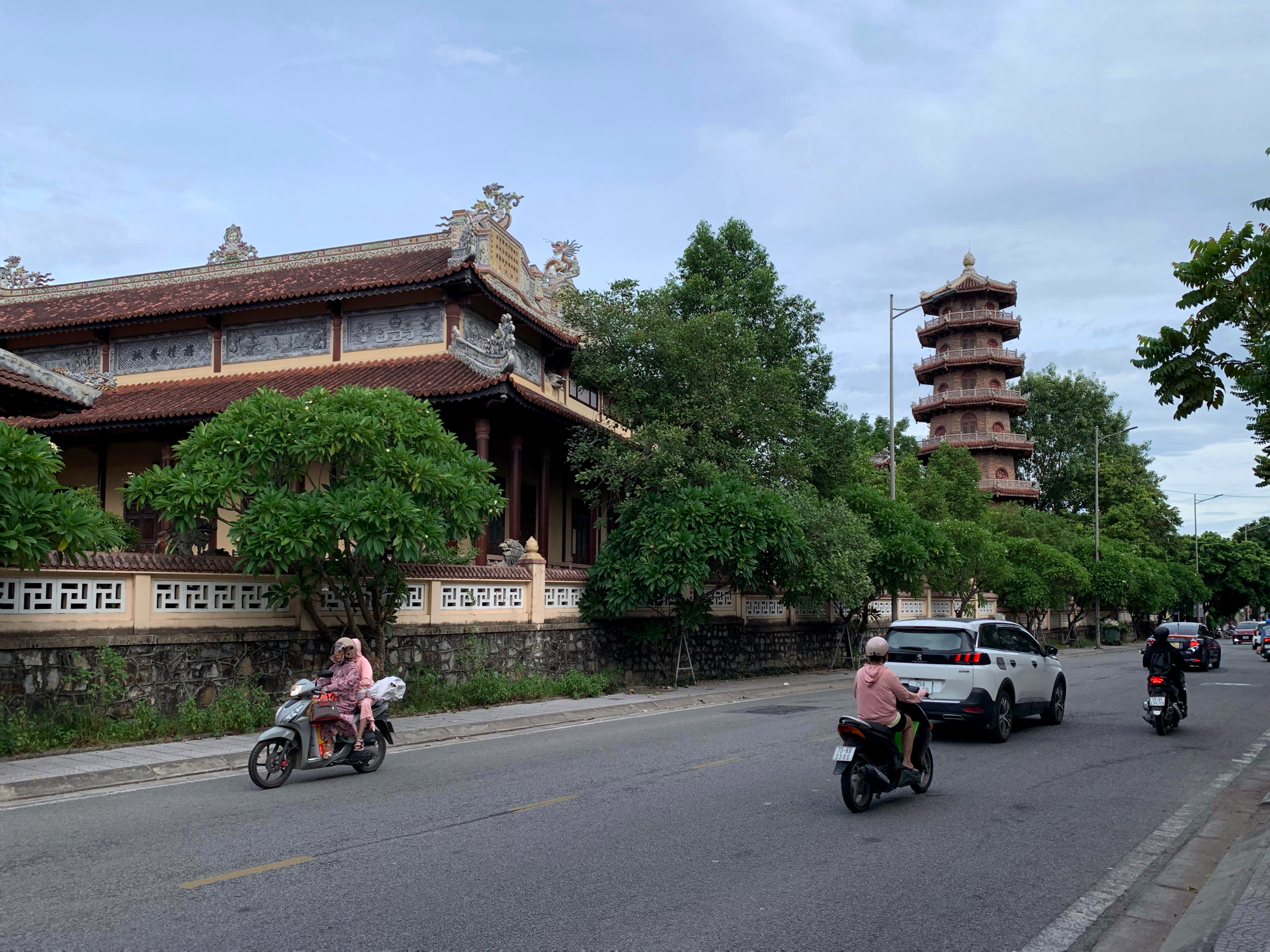
Chùa Từ Đàm, địa điểm diễn ra vụ biểu tình và xả súng.

Vào ngày lễ Phật Đản, hàng ngàn Phật tử đã bất chấp lệnh cấm treo. Hơn 500 người đã diễu hành qua sông Hương với các biểu ngữ và áp phích. Tất cả đã tập trung tại chùa Từ Đàm trước khi một cuộc biểu tình với sự tham gia của 3.000 người kêu gọi bình đẳng tôn giáo diễn ra tại trung tâm thành phố trong khi các quan chức an ninh chính phủ bao vây khu vực bằng xe bọc thép và dân phòng. Ngoài tiếng Việt, các biểu ngữ bằng tiếng Anh cũng đã xuất hiện nhằm truyền tải thông điệp đến các nhà quan sát phương Tây. Mặc dù lệnh cấm treo cờ tôn giáo được ban hành nhưng những lá cờ của Thành Vatican vẫn được treo trên cầu từ lễ kỷ niệm Công giáo vẫn chưa bị tháo xuống. Nhà hoạt động Phật giáo Thích Trí Quang đã đứng phát biểu trước đám đông và kêu gọi đứng lên chống lại sự kỳ thị của Công giáo đối với Phật giáo. Ông kêu gọi các Phật tử tập trung bên ngoài đài phát thanh của chính phủ vào buổi tối để biểu tình. Căng thẳng càng gia tăng khi những người biểu tình hô vang và đưa ra các biểu ngữ chống chính phủ cùng sự gia tăng ngày một đông của người biểu tình. Nhiều người đã mong đợi nghe một bài phát biểu khác của Thích Trí Quang nhưng sau đó đã bị cơ quan kiểm duyệt của chính phủ rút khỏi chương trình phát sóng. Lực lượng vũ trang cũng được kêu gọi tập trung để giải tán đám đông biểu tình. Sau hai tiếng nổ rung chuyển mặt đất, nhiều đám đông đã cho rằng quân đội đã sử dụng đến bom. Thiếu tá Sỹ được cho là đã bắn chỉ thiên; trong khi đó, cấp dưới của anh đã đáp trả, tung lựu đạn cùng vòi rồng vào những người biểu tình. Quân đội của Sỹ đã xả súng vào đám đông khiến 9 người thiệt mạng và 4 người bị thương nặng. Hai trong số những người đã chết là trẻ em và đều đã bị nghiền nát bên dưới xe bọc thép chở quân. Một số trong số 9 người thiệt mạng đã bị cắt xẻo và chặt đầu. Tuy nhiên, các nhà báo ngoại quốc có mặt tại sự kiện lại chỉ cung cấp hình ảnh về việc 8 người thiệt mạng trong sự cố. Trong số 8 người chết được công bố sau đó bao gồm 6 thanh thiếu nhi với hai người bị cán nửa đầu, xương sọ bị vụn nát và một người bị nát hẳn đầu.

## Phản ứng

### Chính phủ Việt Nam Cộng hòa

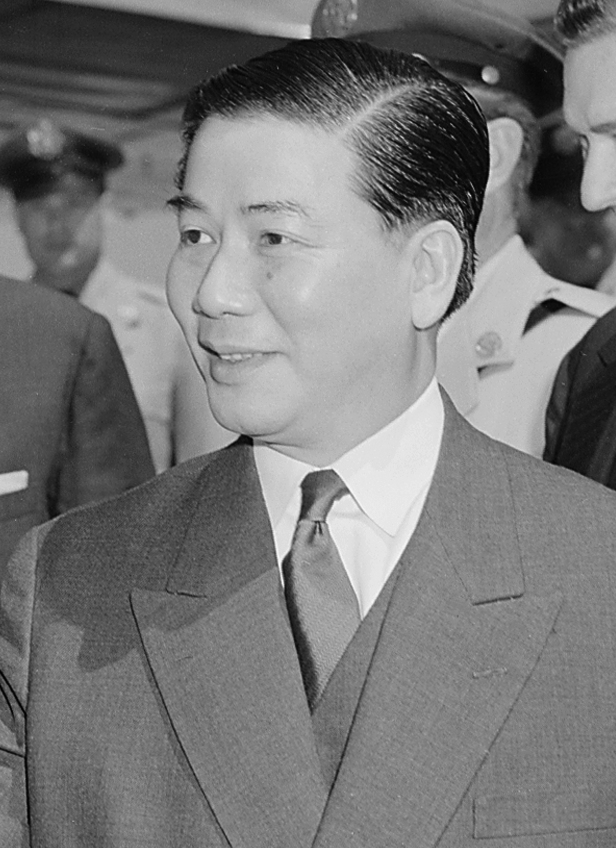
Ngô Đình Diệm

Ngô Đình Diệm và chính phủ của ông đã cáo buộc quân du kích của Mặt trận Dân tộc Giải phóng miền Nam Việt Nam gây ra những vụ nổ và vụ giẫm đạp. Ban đầu, ông từ chối thực hiện mọi hình thức kỷ luật nào liên quan đối với chính quyền địa phương và khẳng định hành động của họ là đúng đắn. Chính phủ tuyên bố chỉ sử dụng lựu đạn gây choáng chứ không phải lựu đạn phân mảnh gây chết người. Sức mạnh của vụ nổ đã khiến nhiều người nghi ngờ liệu Mặt trận Dân tộc Giải phóng miền Nam Việt Nam có tiếp cận được với chất nổ đủ mạnh như vậy hay không. Một giả thuyết khác cũng đã được đưa ra khi cho rằng một điệp viên của Cơ quan Tình báo Trung ương Hoa Kỳ gây ra vụ nổ với mục đích kích động căng thẳng và gây bất ổn cho chính quyền Diệm. Lời khai của nhân chứng về việc quân đội chính phủ nổ súng vào đám đông đã phản bác tuyên bố. Một bác sĩ địa phương cũng đã kết luận không có bằng chứng những vết thương chí mạng trong vụ việc là do chất nổ dẻo gây ra; sau đó anh đã bị bỏ tù. Diệm vẫn khước từ mọi điều liên quan đến vụ việc và ra lệnh chôn cất thi thể các nạn nhân mà không cần khám nghiệm tử thi. Trong đêm, Hòa thượng Thích Trí Quang đã đi khắp các đường phố tại Huế cùng chiếc loa phóng thanh, cáo buộc chính phủ nổ súng vào người biểu tình. Đại sứ Hoa Kỳ Frederick Nolting, được biết là một người có chính sách xoa dịu Diệm, tuyên bố tất cả các bên đều phải chịu trách nhiệm: những người biểu tình (theo lời cáo buộc của Đại sứ) cố gắng chiếm đài phát thanh, chính phủ triển khai quân đội, sau đó nổ súng và "những phần tử kích động" ném chất nổ. Sau đó, chính phủ đã phớt lờ các báo cáo của ông và từ chối mọi trách nhiệm, Nolting đã gọi những hành động của mình là "khách quan, chính xác và công bằng".

### Tín đồ Phật giáo

#### Các cuộc biểu tình sau đó
Vào lúc 11 giờ sáng ngày 9 tháng 5, Thiếu tá Sỹ tuyên bố với gần 800 người biểu tình trẻ tuổi ủng hộ Phật giáo rằng "những kẻ kích động chống đối" đã buộc quân đội phải dùng những biện pháp nghiêm khắc nhằm duy trì trật tự trước sự kích động của Mặt trận Dân tộc Giải phóng miền Nam Việt Nam. Những người biểu tình sau đó đã tiếp tục phẫn nộ trước lời giải thích được xem là khó hiểu từ Thiếu tá, sau đó nhiều cuộc tuần hành quanh khu phố cổ Huế đã hô vang các khẩu hiệu chống Công giáo và chống Diệm. Ngô Đình Nhu, em ruột của ông đã tổ chức một cuộc phản biểu tình nhằm lên án "khủng bố Việt Cộng" nhưng chẳng thu hút được quần chúng nhân dân. Hòa thượng Thích Trí Quang, người đã đi khắp đất nước lúc bấy giờ để phản đối sự bất bình đẳng tôn giáo và lệnh cấm treo cờ đã bắt đầu tập hợp các Phật tử tại miền Trung Việt Nam. Ông đã kêu gọi họ tham dự lễ tang tập thể công khai dành cho các nạn nhân trong vụ xả súng của chính quyền Diệm vào ngày 10 tháng 5. Trước tình hình đó, chính phủ đã ban bố lệnh giới nghiêm và đưa tất cả các lực lượng vũ trang túc trực suốt đêm để "ngăn chặn sự xâm nhập của Việt Cộng". Một cuộc đụng độ đã được ngăn chặn khi Thích Trí Quang thuyết phục người biểu tình hạ cờ và khẩu hiệu, tuân theo lệnh giới nghiêm vào lúc 21 giờ. Ngày hôm sau đó, căng thẳng lại tiếp tục leo thang khi một đám đông khoảng 6.000 Phật tử đến chùa Từ Đàm để dự tang lễ và hàng loạt các biểu tình được diễn ra. Thiếu tá Sỹ cùng lực lượng thiết giáp với dòng chữ Ngô Đình Khôi được kẻ trên nền lục của xe thiết giáp đã xuất hiện để đáp trả cuộc biểu tình. Các khẩu hiệu và bài phát biểu kêu gọi bình đẳng tôn giáo và chống chính phủ ngày càng đông. Thích Trí Quang đã kêu gọi các Phật tử đấu tranh không vũ trang và tuân theo nguyên tắc của Gandhi, rằng "Không mang vũ khí; sẵn sàng chết... tuân theo các hành động của Gandhi". Sau khi Sỹ lặp lại lời kêu gọi của các Phật tử đòi bồi thường và bày tỏ chia buồn đến các nạn nhân thì các cuộc biểu tình đã được giải tán mà không có bạo lực xảy ra.

#### Đòi quyền bình đẳng tôn giáo

Cờ Phật giáo.

Vào ngày 10 tháng 5, Thích Trí Quang đã công bố "tuyên ngôn của các nhà sư" bao gồm 5 điểm: yêu cầu chính phủ Việt Nam Cộng hòa thu hồi vĩnh viễn công điện triệt hạ giáo kỳ Phật giáo; yêu cầu Phật giáo được hưởng một chế độ đặc biệt như các hội truyền giáo Thiên Chúa giáo đã được ghi trong đạo dụ số 10; yêu cầu chính phủ chấm dứt tình trạng bắt bớ và khủng bố tín đồ Phật giáo; yêu cầu cho Tăng ni, Phật tử được tự do truyền đạo và hành đạo; yêu cầu chính phủ đền bồi một cách xứng đáng cho những kẻ chết oan vô tội và kẻ chủ mưu giết hại phải bị trừng trị thích đáng. Thậm chí 5 điều trên còn được ít nhất một tổ chức chính trị lúc bấy giờ là Đoàn Sinh viên Phật tử Huế ví như một bản tuyên ngôn của Phật giáo.
Đến ngày 13 tháng 5, một ủy ban gồm các nhà sư Phật giáo đã chính thức yêu cầu Ngô Đình Diệm về 5 yêu cầu. Mặc dù các bên ký kết đã coi tuyên ngôn là "lời đề nghị", nhưng các tín đồ đều kỳ vọng những yêu cầu này được đáp ứng. Vào ngày 15 tháng 5, một phái đoàn gồm sáu nhà sư và hai cư sĩ đã gặp Tổng thống Diệm để trình bày. Sau buổi gặp gỡ các nhà sư đã tổ chức một cuộc họp báo ở chùa Xá Lợi. Đây là lần đầu tiên trong số nhiều lần mà các tín đồ Phật giáo cố gắng trình bày các yêu sách của mình với giới báo chí nước ngoài. Diệm đã đồng ý gặp phái đoàn Phật giáo, nhưng lại làm gia tăng căng thẳng khi coi thường họ. Ban đầu, Diệm từ chối bồi thường vì coi rằng đó là biểu hiện của sự nhu nhược. Ông khẳng định không hề có sự phân biệt đối xử nào ở Việt Nam Cộng hòa và tất cả các tôn giáo được đối xử bình đẳng về vấn đề cờ. Liên quan đến việc phân loại Phật giáo là một "hiệp hội" theo Nghị định 10, Diệm tuyên bố đó là "thiếu sót hành chính" và sẽ được sửa chữa (mặc dù không có hành động nào được thực hiện về vấn đề này trong sáu tháng cuối cùng nhiệm kỳ của ông); Diệm đã gán những người theo đạo Phật là "bọn khùng" vì theo ông họ đã được hưởng những gì họ đang yêu cầu. Thông cáo báo chí của chính phủ nêu chi tiết cuộc gặp gỡ cũng sử dụng cụm từ "bọn khùng".
Khi các cuộc biểu tình tiếp tục diễn ra, Đại sứ Hoa Kỳ Nolting lúc bấy giờ đã thực hiện nhiều yêu cầu để chính quyền Diệm nhượng bộ vào ngày 18 tháng 5. Cụ thể, Diệm đã đồng ý tung ra một gói bồi thường khiêm tốn trị giá 7.000 đô la Mỹ dành cho gia đình các nạn nhân, như một biểu hiện của sự hòa giải. Sau đó, ông cũng đồng ý cách chức những người chịu trách nhiệm về vụ xả súng. Tuy nhiên, lý do công khai cho các hành động này là do các quan chức đã không duy trì tình hình trật tự, thay vì họ phải chịu trách nhiệm về những cái chết của người biểu tình. Bất chấp những nhượng bộ đó, Ngô Đình Diệm vẫn khẳng định chính phủ ông không chịu trách nhiệm về những cái chết và kiên quyết đổ lỗi cho Việt Cộng. Những hành động nhượng bộ đã làm Nolting hài lòng và ngay sau đó ông thực hiện một kỳ nghỉ. Tuy nhiên, trong lúc ông vắng mặt, chính sách xoa dịu Ngô Đình Diệm của Nolting cũng chấm dứt.

## Xét xử
Sau khi chính quyền Ngô Đình Diệm sụp đổ trong cuộc đảo chính vào ngày 1 tháng 11 năm 1963, Đặng Sỹ đã bị đem ra xét xử dưới thời chính quyền Nguyễn Khánh. Một số cáo buộc cho rằng lính của Sỹ đã xả súng vào đám đông và dùng xe bọc thép cán chết các nạn nhân, hay lệnh phóng lựu đạn vào người biểu tình của ông đã được đưa ra. Sỹ được cho là đã xác nhận đích thân Tổng giám mục Thục đã ra lệnh bắn các Phật tử nhưng từ chối làm chứng chống lại Thục, lúc đó đang lưu vong tại Roma, Ý. Sỹ bị kết án tù chung thân và phải bồi thường cho gia đình nạn nhân. Luật sư của Sỹ cho rằng tòa án đã không hiểu được bản chất và nguồn gốc vụ xả súng. Tổng trưởng Quốc phòng Trần Thiện Khiêm – một người Công giáo, đã giúp đỡ Khánh trong cuộc chỉnh lý vào tháng 1 năm 1964 đã đưa ra tuyên bố Khánh gian lận phiên tòa để được Thích Trí Quang ủng hộ, và Sỹ đã được thả tự do; sau đó thì di cư sang Hoa Kỳ. Năm 1970, tờ báo Công giáo Hòa Bình có trụ sở tại Sài Gòn đã đăng bài cho rằng các đặc vụ CIA đã sử dụng chất nổ mới bí mật để gây bất ổn cho chế độ Ngô Đình Diệm, khi quan hệ giữa chính quyền này với Hoa Kỳ đang ngày càng xấu đi.

## Tưởng niệm

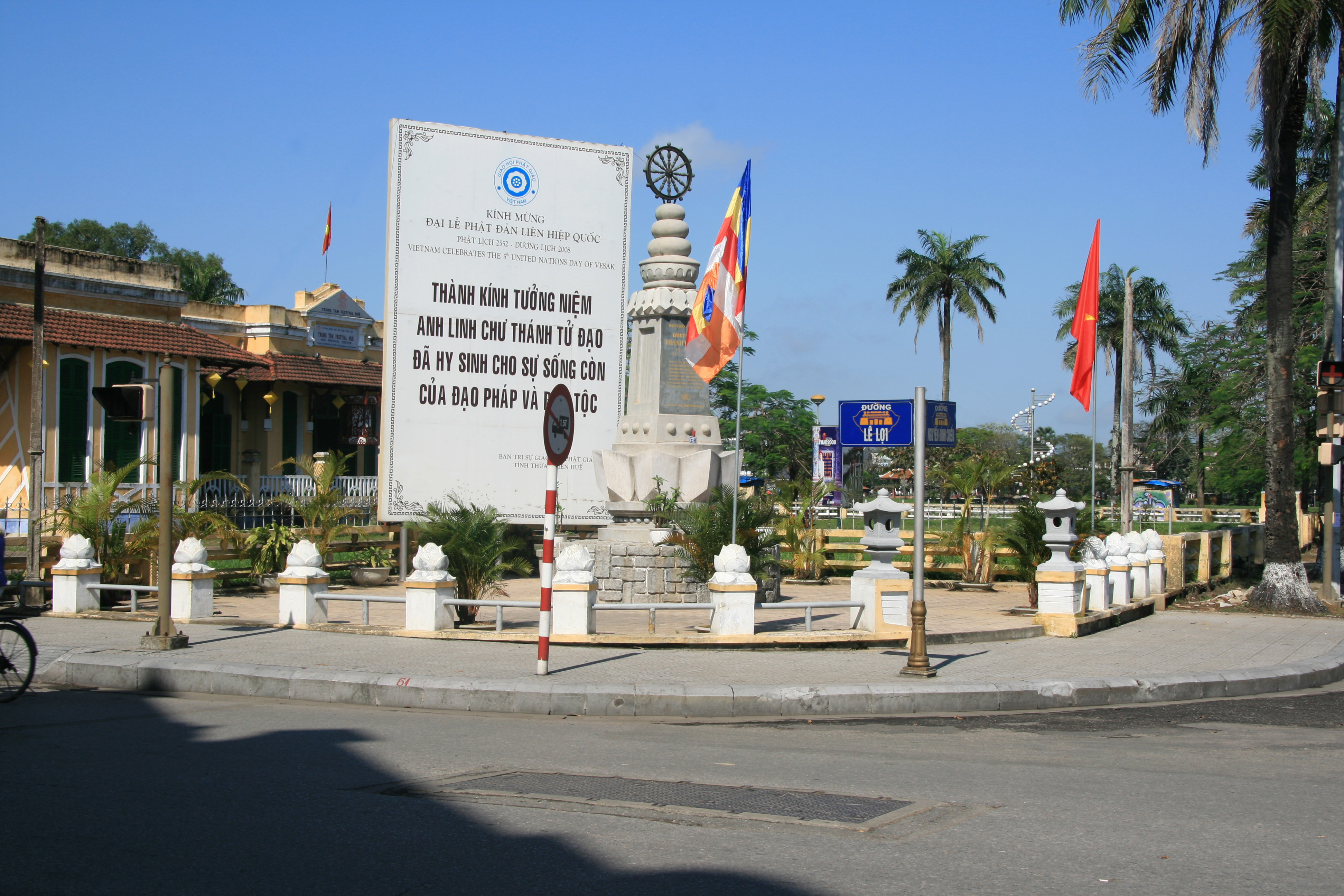
Đài tưởng niệm các nạn nhân trong vụ xả súng

Vào ngày 17 tháng 11 âm lịch năm 1965, một đài tưởng niệm đã được xây dựng nhằm tưởng niệm các nạn nhân đã tử vong trong quá trình diễn ra cuộc biểu tình vào năm 1963. Đài tưởng niệm được xây dựng bên trước Đài phát thanh Huế, hiện nay nằm ở điểm giao giữa tuyến đường Lê Lợi – Hùng Vương theo hướng phía nam của cầu Trường Tiền. Công trình có tên là Đài Kỷ niệm Thánh Tử Đạo cao 6 m được chia làm 3 phần là đế, thân và đỉnh bởi kỹ sư Ngô Nẫm. Phần đế được thiết kế như phần mộ với đài hoa cách điệu có 8 cánh tượng trưng cho 8 người đã tử vong trong sự kiện. Đối với phần thân được thiết kế lăng trụ 5 mặt và thu hẹp về trên. Đỉnh của đài là một đài hoa với lá sen ngược và 3 quả cầu biểu trưng cho Tam bảo. Phía trước của đài có ghi rõ pháp danh và thế danh cho các nạn nhân:
- Tâm Đồng – Đặng Văn Công
- Tâm Thành – Dương Viết Đạt
- Tâm Thanh – Nguyễn Thị Yến
- Tâm Thông – Nguyễn Thị Phúc
- Tâm Hiển – Lê Thị Kim Anh
- Tâm Thuận – Trần Thị Phước Trị
- Tâm Chánh – Nguyễn Thị Ngọc Lan
- Tâm Tôn – Huyền Tôn Nữ Tuyết Hoà.

Phía sau đài tưởng niệm là một bài minh bằng chữ Hán. Vào ngày 28 tháng 11 năm 2010, Đài Kỷ niệm đã được tổ chức bắt đầu trùng tu và di dời đài khoảng 1 – 2 m.

### Tư liệu
- Buttinger, Joseph (1967). Vietnam: A Dragon Embattled [Việt Nam: Một con rồng đang chiến đấu]. New York: Praeger Publishers.
- Gettleman, Marvin E., biên tập (1966). Vietnam: History, documents and opinions on a major world crisis [Việt Nam: Lịch sử, tài liệu và quan điểm về một cuộc khủng hoảng toàn cầu]. Harmondsworth, UK: Penguin Books.
- Hammer, Ellen J. (1987). A Death in November: America in Vietnam, 1963 [Cái chết Tháng Mười Một: Hoa Kỳ tại Việt Nam, 1963]. New York: E. P. Dutton. ISBN 0-525-24210-4.
- Jacobs, Seth (2006). Cold War Mandarin: Ngo Dinh Diem and the Origins of America's War in Vietnam, 1950–1963 [Quan chức Chiến tranh Lạnh: Ngô Đình Diệm và Nguồn gốc Chiến tranh Việt Nam của Hoa Kỳ, 1950–1963]. Lanham, MD: Rowman & Littlefield. ISBN 0-7425-4447-8.
- Jones, Howard (2003). Death of a Generation: how the assassinations of Diem and JFK prolonged the Vietnam War [Cái chết của một thế hệ: Cách ám sát Diệm và John F. Kennedy kéo dài chiến tranh Việt Nam]. New York: Oxford University Press. ISBN 0-19-505286-2.
- Karnow, Stanley (1997). Vietnam: A history [Việt Nam: Lịch sử]. New York: Penguin Books. ISBN 0-670-84218-4.
- Miller, Edward (2013). Misalliance: Ngo Dinh Diem, the United States, and the Fate of South Vietnam [Bất trung: Ngô Đình Diệm, Hoa Kỳ và số phận miền Nam Việt Nam]. Boston, MA: Harvard University Press. ISBN 978-0-674-07298-5.
- Tucker, Spencer C. (2000). Encyclopedia of the Vietnam War [Bách khoa toàn thư về Chiến tranh Việt Nam]. Santa Barbara, CA: ABC-CLIO. tr. 288–289. ISBN 1-57607-040-9.
- Warner, Denis (1963). The last Confucian: Vietnam, South-East Asia, and the West [Nhà Nho cuối cùng: Việt Nam, Đông Nam Á và phương Tây]. Macmillan.
- Thích Nhật Từ; Nguyễn Kha (2013). Pháp nạn Phật Giáo 1963: Nguyên nhân, bản chất và tiến trình. Nhà xuất bản Hồng Đức. tr. 673. Bản gốc lưu trữ ngày 17 tháng 10 năm 2021. Truy cập ngày 23 tháng 3 năm 2023.
- Nam Thanh (1964). Cuộc tranh đấu lịch sử của Phật giáo Việt Nam (PDF). Viện Hóa Đạo Giáo hội Phật giáo Việt Nam thống nhất. tr. 58. Bản gốc (PDF) lưu trữ ngày 28 tháng 3 năm 2023. Truy cập ngày 28 tháng 3 năm 2023.